# 热讷蒂讷
热讷蒂讷（法語：Gennetines，法語發音：[ʒɛntin]）是法国阿列省的一个市镇，位于该省东部，属于穆兰区。

## 地理
热讷蒂讷（46°38'11"N, 3°24'31"E）面积39.14 平方千米，位于法国奥弗涅-罗讷-阿尔卑斯大区阿列省，该省份为法国中部省份，北起涅夫勒省、西北接谢尔省，西南至克勒兹省，南至多姆山省，东南临卢瓦尔省，东临索恩-卢瓦尔省。
与热讷蒂讷接壤的市镇（或旧市镇、城区）包括：阿韦尔姆、谢济、圣埃内蒙、特雷沃勒、伊泽尔、吕斯奈莱赛克斯。

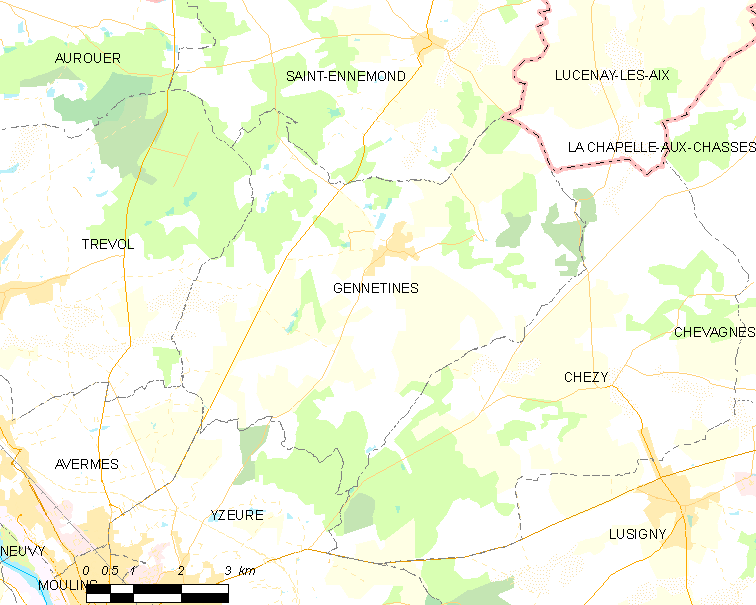
热讷蒂讷的OSM定位图

热讷蒂讷的时区为UTC+01:00、UTC+02:00（夏令时）。

## 行政
热讷蒂讷的邮政编码为03400，INSEE市镇编码为03121。

## 政治
热讷蒂讷所属的省级选区为伊泽尔县。

## 人口

1962-2008年间热讷蒂讷人口变化图示

热讷蒂讷于2022年1月1日时的人口数量为624人。